# Barrière à dingos
 (décembre 2024).
Si vous disposez d'ouvrages ou d'articles de référence ou si vous connaissez des sites web de qualité traitant du thème abordé ici, merci de compléter l'article en donnant les références utiles à sa vérifiabilité et en les liant à la section « Notes et références ».

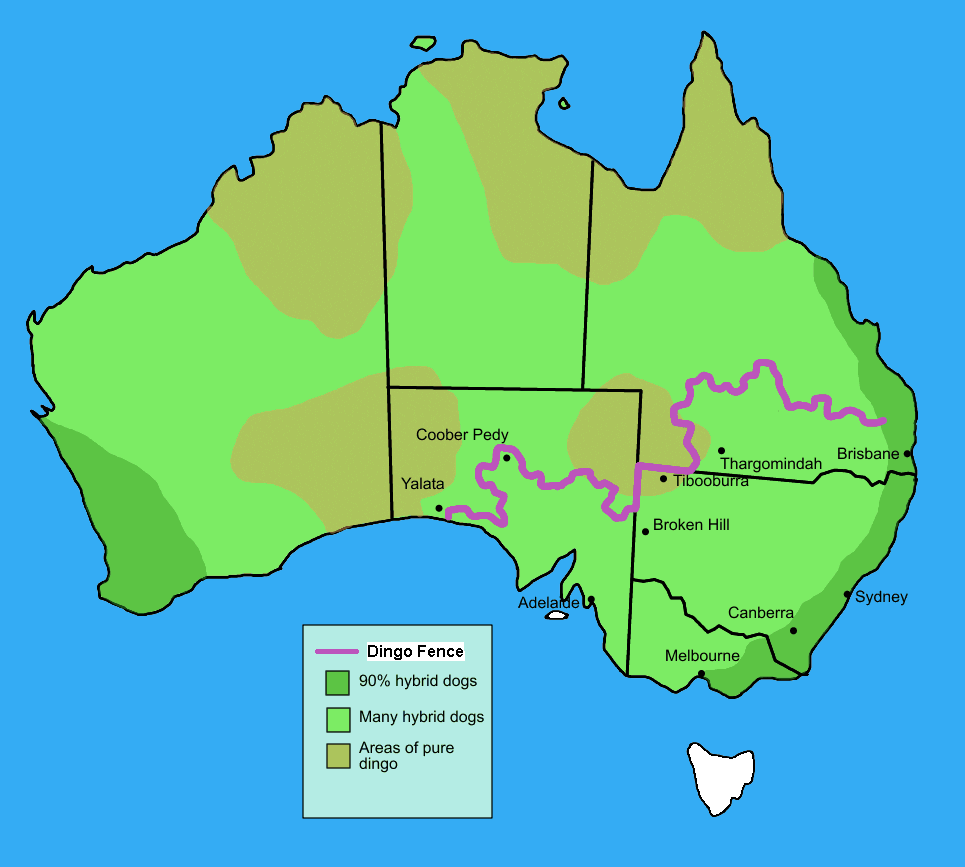
Le tracé de la Dingo Fence (en violet).

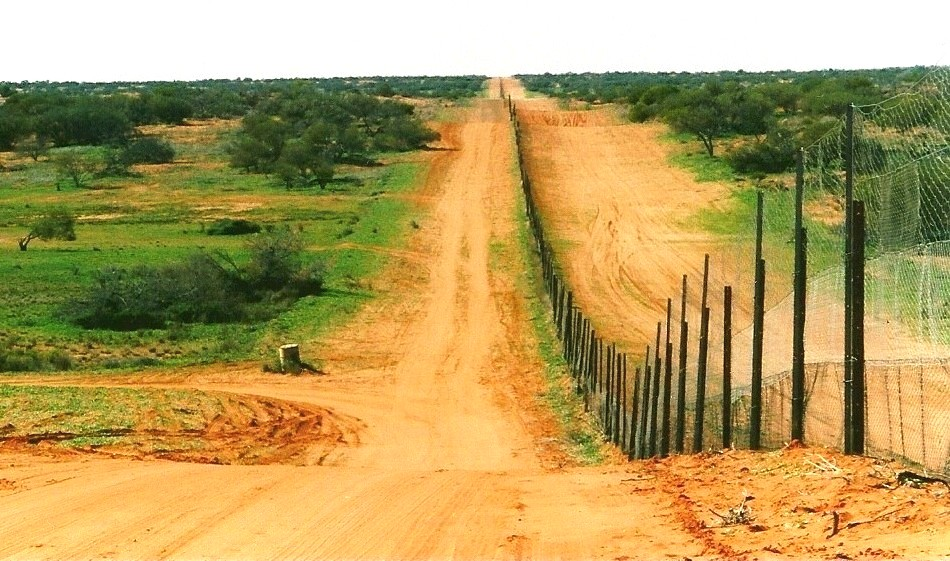
La Dingo Fence sur le sud à la limite du parc national Sturt situé en Nouvelle-Galles du Sud (à droite de la clôture).

La barrière à dingos (en anglais : Dingo Fence) est la plus longue clôture construite au monde. Située en Australie, elle est destinée à protéger les élevages de moutons des incursions des dingos, les chiens sauvages australiens. La clôture parcourt ses 5 320 kilomètres en allant des Darling Downs dans le Queensland, jusqu'à la Péninsule d'Eyre, en Australie-Méridionale. Elle protège ainsi tout le sud-est du pays des incursions du prédateur, notamment les États de Nouvelle-Galles du Sud et de Victoria.

## Historique
Les premières clôtures de ce type en Australie ont été créées pour protéger les petites parcelles de terres cultivées contre la prédation par les marsupiaux. Dans les années 1860 et 1870, les populations de lapins introduits par les colons ont commencé à se propager rapidement dans le sud de l'Australie. En 1884, une clôture contre les lapins a été construite. Devant l’échec complet de cette dernière, le gouvernement australien décida dès les années 1880 de transformer la clôture en barrière contre les dingos. En effet, avant l’achèvement de la clôture, on dénombrait pas moins de 11 000 bêtes tuées par les attaques des prédateurs.

## Appellations
Près de Ceduna, ville côtière d’Australie-Méridionale où elle commence, elle est nommée la Wild Dog Fence (« Barrière à chien sauvage »).
En Nouvelle-Galles du Sud, elle est appelée la Border Fence (« Barrière frontalière »), car elle suit le tracé des frontières nord-ouest de l’État jusqu’au Cameron Corner  dans le désert Strzelecki.
Au Queensland, où elle finit près de Toowoomba, ville située à 132 km à l’ouest de Brisbane, elle est connue sous le nom de Barrier Fence. 
Il ne faut pas confondre cette clôture avec l'ancienne Barrière anti-lapins située en Australie-Occidentale qui elle, fut édifiée pour éviter l'invasion des lapins, et qui était mentionnée dans le livre de Doris Pilkington Garimara, Follow the Rabbit-Proof Fence, sur l'histoire vraie de trois petites filles  aborigènes qui ont longé la clôture pour retrouver leurs mères, et qui fut également adapté au cinéma avec le film Le Chemin de la liberté.

## Description
La clôture en grillage a une hauteur de 1,80 m  et s'enfonce sur 30 cm sous terre. La construction d’une clôture n’est pas autorisée à 5 m de part et d’autre de la « Dingo Fence ». Les poteaux de clôture en acier sont espacés tous les 9 m.
Une partie de la clôture est éclairée la nuit par des tubes fluorescents à cathode froide qui sont alternativement de couleurs blanches et rouges. Ils sont alimentés par des batteries longue durée fournies en énergie solaire photovoltaïque durant la journée.
Une série de portes permettent aux véhicules de traverser la clôture.

## Entretien
En Nouvelle-Galles du Sud, l'entretien de la clôture est assurée par une équipe de 19 personnes qui résident pour la plupart dans des maisons situées le long de celle-ci. Le coût de cet entretien s'élève à plus de 1 million de dollars par an, et est partiellement comblé par une taxe annuelle de 2,2 cents par hectare sur la location des terres. Cette taxe versée à The Wild Dog Destruction Board (« Bureau de Lutte Contre la Prolifération du Dingo ») est complétée par une subvention d'un minimum de 100 000 dollars versée chaque année par le gouvernement.